# タイダル (サルジウト部)
タイダル（モンゴル語: Tayidar、? - 1255年）は、モンゴル帝国に仕えた将軍の一人で、サルジウト部の出身。モンゴル帝国の第4代皇帝モンケによって四川方面のタンマチ（辺境鎮戍軍）司令官に抜擢され、南宋軍との戦いで活躍した。『元史』などの漢文史料における漢字表記は太答児（tàidāér）・帯答児（dàidāér）など。

## 概要
タイダルの父のボロルタイはモンゴル帝国の初代皇帝チンギス・カンに仕えてケシクテイ（親衛隊）に入った人物で、第2代皇帝オゴデイの時代には金朝平定に加わり、平定後は河南一帯に駐屯していた。
タイダルは若い頃からトルイ家のモンケに仕えてヨーロッパ遠征にも従軍し、アスト部・キプチャク部平定戦で活躍し都元帥の地位を授けられている。
その後、モンケが第4代皇帝として即位すると、タイダルは1252年（壬子）に陝西方面の軍団（タンマチ）の指揮を委ねられ、四川方面の南宋軍と対時した。なお、それまで陝西方面の軍団はオングト部のアンチュルの統率下にあったが、アンチュルはカアン位を巡ってモンケと対立していたチャガタイ家所属の武将であったために左遷され、代わってタイダルが抜擢されたものと考えられている。
1253年（癸丑）、タイダルは総帥の汪田哥とともに利州を立て、1254年（甲寅）には碉門・黎州・雅州などの城を攻略した。1255年（乙卯）には重慶に侵攻して南宋の将軍の張実を捕虜とする功績を挙げたが、同年中に亡くなった。タイダルの死後は息子のネウリンが跡を継ぎ、モンケ死後の混乱（帝位継承戦争）を乗り切ってクビライの大元ウルスに仕え、タイダルの一族は大元ウルスにおいても四川方面の軍務を司る一族として存続する。『元史』にはタイダルの息子のネウリンと孫のイェスデル（巻129列伝16）・玄孫のタシュ・バートル（巻142列伝29）・五世の孫のボロト・テムル（巻207列伝94）らの列伝が載せられている。

## サルジウト部ボロルタイ家
- ボロルタイ（Boroldai ＞孛羅帯,bóluódài）
  - 都元帥タイダル（Tayidar ＞太答児,tàidāér）
    - 都元帥ネウリン（Neülin ＞紐璘,niŭlín）
      - 雲南行省左丞相イェスデル（Yesüder ＞也速答児,yĕsùdāér）
        - 四川行省平章政事ナンギャダイ（Nangiadai ＞嚢加台,nángjiātái）
          - 四川行省左丞相タシュ・バートル（Taš baγatur ＞答失八都魯,dāshī bādōulŭ）
            - 太保・中書右丞相ボロト・テムル（Bolod temür ＞孛羅帖木児,bóluó tièmùér）

          - 雲南行省左丞シリム（Sirim ＞識里木,shìlǐmù）
          - 左丞イジル・ブカ（Iǰil buqa ＞亦只児不花,yìzhǐér bùhuā）

        - 四川行省左丞バヤン（Bayan ＞拝延,bàiyán）

      - 蒙古軍万戸バラク（Baraq ＞八剌/bālà）